# Raitis Grafs
Raitis Grafs (Riga, 12 giugno 1981) è un ex cestista lettone.
Alto 211 cm, gioca come centro.

## Carriera
Con la Lettonia ha disputato quattro edizioni dei Campionati europei (2001, 2003, 2005, 2007).

## Palmarès
- Campionato lettone: 2

Ventspils: 2005-06
ASK Rīga: 2006-07
- Coppa di Polonia: 1

Śląsk Breslavia: 2005